# Beit Ur al-Fauqa
Beit Ur al-Fauqa (àrab: بيت عور الفوقا, Bayt ʿŪr al-Fawqā) és una vila palestina a la governació de Ramal·lah i al-Bireh, al centre de Cisjordània, situada 14 kilòmetres a l'est de Ramal·lah i a 3 kilòmetres al sud-est de Beit Ur al-Tahta, al llarg de la carretera 443, el camí bíblic de Bethoron. Segons l'Oficina Central d'Estadístiques de Palestina (PCBS), tenia 1.106 habitants el 2016.

## Història
Beit Ur al-Fauqa (que vol dir «Casa alta d'Ur») preserva part del nom original cananeu de la vila, i ha estat identificada en alguns lloc d'Alt Bethoron. Les troballes arqueològiques indiquen que la baixa Bethoron (Beit Ur al-Tahta) fou establerta abans de l'alta Bethoron; la ceràmica trobada a Beit Ur al-Fauqa data de l'edat de ferro endavant, mentre que els testos de la ciutat baixa daten del final de l'edat de bronze. Hi ha una gran birkeh (estany) al nord-est de la vila, tallada a la roca.
Els asmoneus van bloquejar dos cops el camí a les forces hel·lenístiques que marxaven cap a Jerusalem a Alt Bethoron. En el tercer intent, Bàquides va aconseguir sotmetre els asmoneus i va enfortir aquest pas estratègic. Va ser als barrancs propers a Bethoron que la Legió XII Fulminata sota Cesti Gal fou destruïda en 66 CE al començament de la gran revolta jueva. Després de la submissió de la revolta jueva el 70, els romans van construir una fortalesa a la vila per custodiar el camí cap a Jerusalem. Durant el final del període romà i sota l'Imperi Romà d'Orient, Beit Ur al-Fauqa va perdre importància i al segle v només era un petit llogaret.
La vila ha estat identificada amb el Bethoron Superior o Vetus Betor en l'era croada. Melisenda de Jerusalem la va donar com a feu a Mar Saba. En 1165/64 fou venuda als canonges de la Basílica del Sant Sepulcre. Les restes d'una torre, Al-Burj, a la vila daten d'aquesta època.
S'ha trobat una inscripció àrab amb un vers de l'Alcorà en una estructura de pedra en ruïnes a Beit Ur al-Fauqa i és atribuïda per Moshe Sharon al període aiúbida a Palestina.

### Època otomana
Beit Ur al-Fauqa, com la resta de Palestina, va ser incorporat a l'Imperi Otomà el 1517, i al cens de 1596, el poble va aparèixer als registres fiscals com a part de la nàhiya d'al-Quds al liwà homònim. Tenia una població de cinc llars musulmanes i pagava impostos sobre blat, ordi, olives, cabres i / o ruscs.
El 1838 fou registrada com una vila musulmana, situada a l'àrea Beni Malik a l'oest de Jerusalem.
L'explorador francès Victor Guérin va visitar la vila el 1863, i la va descriure amb 150 habitants i envoltat de jardins d'oliveres. També va assenyalar les restes d'un petit castell. Una llista oficial de pobles otomans del 1870 va mostrar que Bet Ur el-Foqa tenia 53 cases i una població de 159 persones, tot i que només comptava els homes.
El 1882 el Survey of Western Palestine del Fons per a l'Exploració de Palestina va descriure Beit Ur Al Foka com «un petit poble construït de pedra al final d'un estribó en un monticle. El sòl cau abruptament cap a la Oest: el subministrament d'aigua és artificial, i al nord i el sud es troben valls profundes. La vista a l'oest és molt extensa, incloent-hi el mar, les planes de Lydda i Ramleh, i part del vall d'Ajalon.»

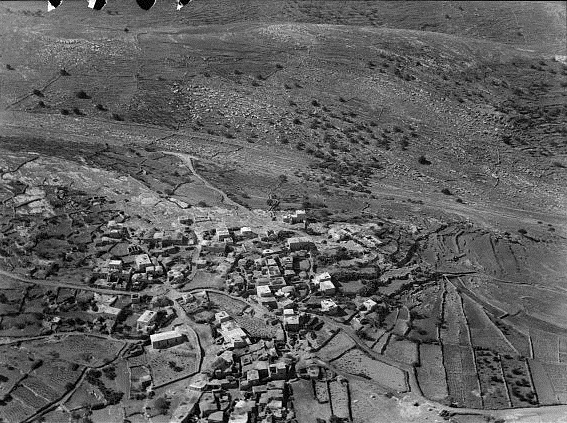
Vist aèria de Beit Ur al-Fauqa, 1931

### Època del Mandat Britànic
Al cens de Palestina de 1922, organitzat per les autoritats del Mandat Britànic, la població de Beit 'Ur al-Fuqa era de 147 musulmans. En el cens de 1931 Beit 'Ur al-Fauqa tenia 47 cases ocupades i una població de 173 musulmans.
El 1945 la població era de 210 musulmans, amb una àrea total de terra de 3.762 dúnams, segons una enquesta oficial de terra i població. D'aquests, 989 eren dedicats a plantacions i regadius, 1.277 per a cereals, mentre 26 dúnams eren sòl edificat.

### Després de 1948
A la vespra de guerra araboisraeliana de 1948, i després dels acords d'armistici araboisraelians de 1949, Beit Ur al-Fauqa fou ocupada pel regne haixemita de Jordània. Després de la Guerra dels Sis Dies de 1967 va romandre sota l'ocupació israeliana.
Després que una carretera d'un assentament, els van denegar l'accés per terra a la seva escola, els nens del poble es traslladen a l'escola secundària local al-Tira Beit Ur al-Fuqa, que està envoltada pel Mur de separació israelià en tres costats, a través de canals d'aigües residuals.